# Louise de Montel
Louise Henriette van de Montel (Amsterdam, 2 februari 1926 – Leiden, 28 oktober 1993) was een Nederlandse zangeres.
In de Tweede Wereldoorlog was ze actief in het verzet en kreeg ze de bijnaam De Vughtse Nachtegaal. Na de oorlog werd zij zangeres onder de artiestennaam Louise de Montel.

## Biografie
Van de Montel was de oudste van twee dochters van de Surinaamse Nederlander Jacobes Christiaan van de Montel en de Nederlands-Joodse Hendrika Boeken. Na haar basisonderwijs begon Louise als verkoopster bij warenhuis Hirsch, maar werd in 1942 ontslagen vanwege haar half-Joodse afkomst. Ze ging vervolgens in het stropdassenatelier van haar vader werken. Hij bood onderdak aan Joodse Nederlanders, maar hij werd op 8 maart 1943 verraden en tezamen met de drie Joodse onderduikers gearresteerd. Op 12 juli werden ook Louise, haar moeder, haar zus Deborah en een ondergedoken Joods nichtje van tweeëneenhalf gearresteerd. Haar zus en nichtje werden vrijgelaten. Op 2 augustus 1943 werd ze als politiek gevangene naar Kamp Vught gebracht, waar ook haar ouders terechtkwamen. Ze werd ingedeeld in het Philips-Kommando. Op moeilijke momenten bood ze troost door met haar heldere meisjesstem te zingen. Veel gevangenen van Kamp Vught konden zich haar later goed herinneren. Vooral haar uitvoering van het Ave Maria maakte een blijvende indruk. Dat bezorgde haar de bijnaam De nachtegaal van Vught.
14 april 1944

“Na het avondappèl speelt Everard de Aubade [de fluitsonate die Marius Flothuis voor Everard van Royen in het kamp componeerde] opnieuw (...). Na de laatste fluittonen is het stil, heel erg stil. Dan klinkt vanuit het vrouwenkamp het Ave Maria, gezongen door de heldere meisjesstem van Louise de Montel, de Nachtegaal van Vught. Het is één van die momenten waarop wij, gevangenen van kamp Vught, de werkelijkheid vergeten. Een moment van intens beleven, van hoop en vertrouwen.”— Oud-gevangene T. Wibaut-Guilonard
Louise overleefde het bunkerdrama in Kamp Vught, een Duitse wraakactie waarbij 10 vrouwen stierven. In het kamp leerde ze de in Groningen geboren Coenraad Tamme (Coen) Affolter kennen, haar latere echtgenoot. Op 11 augustus 1944 werd Van de Montel naar Kamp Westerbork getransporteerd, waarvandaan ze op 13 september naar Bergen-Belsen moest. Vervolgens werd ze op 18 december als politiek gevangene naar het vrouwenkamp Ravensbrück gedeporteerd, het ergste van de vier kampen. Ze zag er barakken vol doden.  
"Waarom ik er niet aan gegaan ben weet ik eigenlijk niet. Misschien dat ze me toch spaarden omdat ik zoveel zong."— Louise van de Montel
Op 24 april 1945 kwam met de graaf Bernadotte-actie de bevrijding voor Louise. Ook haar ernstig verzwakte vader keerde na de oorlog na een verblijf in Sachsenhausen terug naar Amsterdam, maar haar moeder was in Auschwitz vermoord. Louise trof Coen Affolter (1925-1999) uit Kamp Vught in Amsterdam weer en trouwde in 1949 met hem. Ze kregen twee dochters en twee zoons. Haar zangcarrière kwam na de oorlog van de grond. Louise de Montel (artiestennaam) werkte onder meer voor Toon Hermans, Wim Sonneveld en Gerard Walden. Ze maakte verschillende platen, met onder andere het Ave Maria. Ze trad op in het Concertgebouw en voor radio en tv. Na 1969 trok ze zich terug. Ze zong nog wel, maar alleen in de horecagelegenheden van haar man en op herdenkingen. Louise stond mede aan de basis van de Vriendenkring Monument Kamp Vught, waarvan zij de eerste voorzitter werd. Ze was lid van Expogé en kreeg het Verzetsherdenkingskruis toegekend.
Op 28 oktober 1993 overleed Louise de Montel tijdens een hartoperatie. Ze werd op Zorgvlied begraven.

## Wetenswaardigheden
- Heddy Lester (1950-2023) was een dochter van haar, Frank Affolter (1957) een zoon.

- Biografisch Portaal: 56570282
- Gemeinsame Normdatei: 1355061385
- Nederlandse Thesaurus van Auteursnamen: 136576826
- Virtual International Authority File: 283673628